# Норма естественной убыли
Норма естественной убыли — предельная величина потери массы или объёма перевозимых грузов или складируемых товарно-материальных ценностей, происходящих под воздействием внешней среды, вследствие определённых физико-химических свойств грузов или товаров. За такие потери перевозчик, торговое предприятие или склад не несут ответственности .
Нормы естественной убыли зависят от различных факторов:
- расстояние перевозки;
- количество перевалок груза;
- вид тары;
- время года;
- вид транспорта;
- вид перевозимого/хранимого груза.

Нормы естественной убыли разрабатываются на научной основе с использованием различных методов определения естественной убыли и утверждаются в установленном порядке. Нормы естественной убыли устанавливаются в процентах к товарообороту и являются предельными. В пределах норм естественной убыли потери относятся на издержки обращения. Потери сверх норм естественной убыли относятся на материально-ответственных лиц при проведении инвентаризации. Нормы естественной убыли не применяются при наличии признаков хищения, баратрии и других подобных противоправных действиях.
В страховании и претензионно-исковой работе нормы естественной убыли могут применяться для определения страховой стоимости грузов и товарно-материальных ценностей при наступлении страхового случая. Если условиями страхования предусмотрена ответственность страховщика за недостачу, то применяется франшиза или недостача уменьшается на величину норм естественной убыли.
Соглашением о международном железнодорожном грузовом сообщении (СМГС) предусмотрены следующие нормы естественной убыли:
1. Грузы наливные, свежие фрукты, овощи, свежее мясо и другое - 2%;
2. Лесоматериалы, жиры, рыба солёная и другое - 1.5%;
3. Железная руда, мыло, мясо мороженое, мясные копчености и т. п. - 1%.

При перевозке этих и других аналогичных подверженных естественной убыли грузов при перевозке с перегрузкой в СМГС предусмотрено повышение норм естественной убыли на 0,3% в расчете на каждую перевалку данной отправки (при условии, что перевозка совершается навалом, насыпью или наливом)
Наиболее высокие нормы естественной убыли устанавливаются для скоропортящихся грузов.  Например, тарифным руководством 4-М установлены следующие нормы естественной убыли для муки, перевозимой водным транспортном насыпью и в таре, в зависимости от расстояния перевозки:
0,1% (до 1000 км);
0,15% (1000-2000 км);
0,2% (свыше 2000 км).